# Czupryna
Czupryna (także: wysokie polskie cięcie, podgolony łeb, łaszczówka) – rodzaj fryzury odznaczającej się podgoleniem na mniej więcej równej wysokości włosów na karku oraz nad uszami, niekiedy podgolenie sięgało nawet czubka głowy. Włosy niepodgolone były dłuższe. Czasem z włosów na głowie zostawał jedynie mały kłębek nad czołem, który mógł być również zaplatany. Wygląd czupryny ewoluował na przestrzeni wieków i – choć dziś jest kojarzona głównie z sarmatyzmem i polską szlachtą – istniała już o wiele wcześniej. Podobny styl podgalania głowy przyjął się na Ukrainie z tym, że Kozacy nie tylko podgalali wysoko karki, ale zaplatali na czubku głowy długi osełedec.

## Historia podgolonego łba

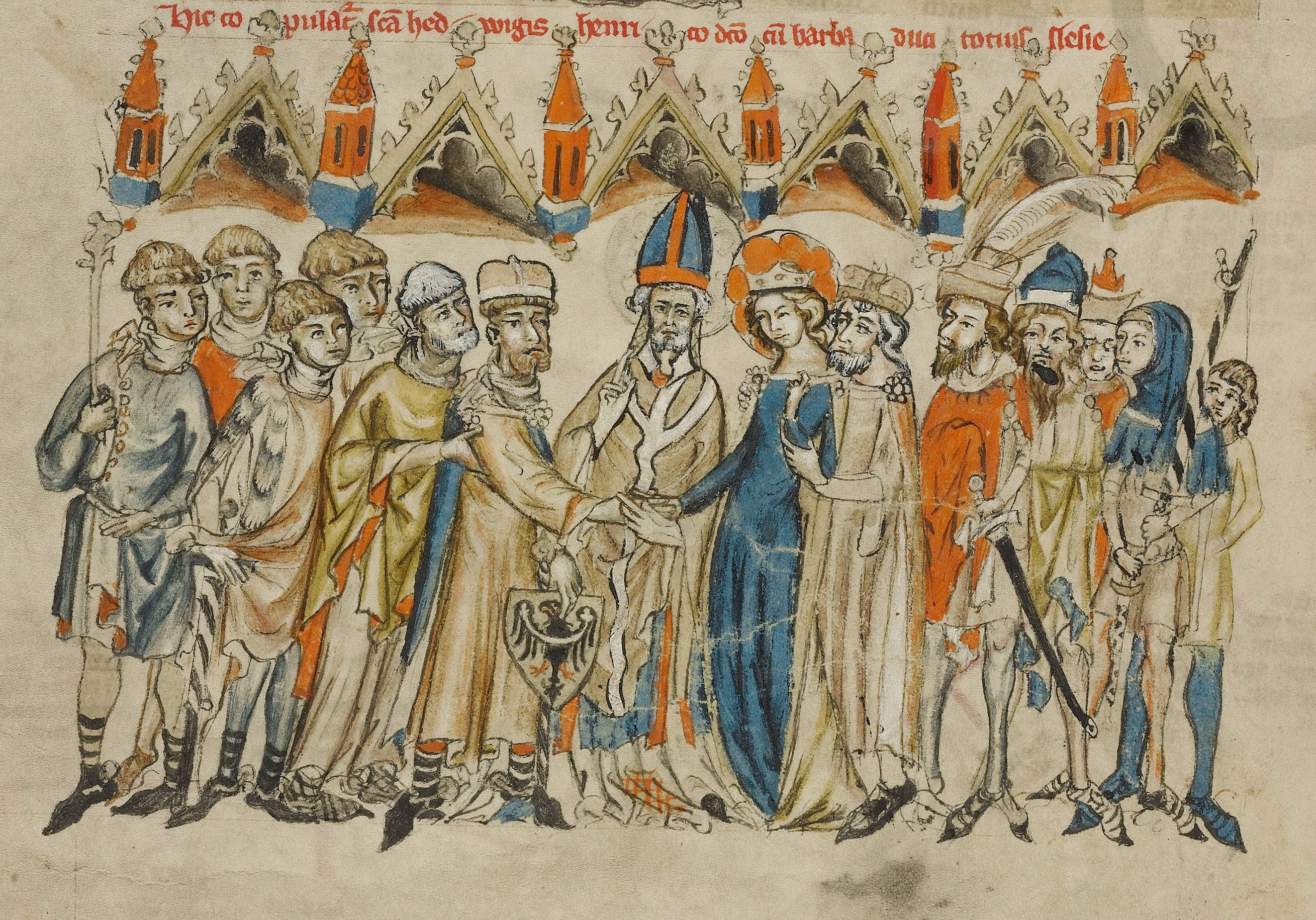
Ikonografia przedstawiająca ślub Jadwigi z Andechs z XIV w. Po lewej stoją Polacy. Łaszcz żył dużo później, tak więc zwyczaj podgalania głowy oraz chusty na szyi (lub wokół głowy) musiał być znany już wcześniej, a fakt zapuszczenia brody przez Henryka męża Jadwigi był najwyraźniej tak niecodzienny, że nawet otrzymał przydomek „Brodaty”.

Mediewista Tomasz Jurek w swoim artykule pt. Fryzura narodowa średniowiecznych Polaków z książki Scriptura Custos Memoriae zwrócił uwagę na brak szerszych badań nad specyfiką fryzury średniowiecznych Polaków i stwierdził, iż opinie w tej kwestii bywały oparte na dość powierzchownych obserwacjach. Według niego w średniowieczu strój i fryzura były ważnym czynnikiem określającym przynależność do danej społeczności i wspólnoty etnicznej, gdyż współcześni obserwatorzy często zwracali na to uwagę, jako na proprietates nationum (łac. „własność narodu”).

## Średniowiecze a „wysokie polskie cięcie”
Wyżej wspomniany Tomasz Jurek w swym artykule przytacza różnorakie dowody z niezależnych źródeł średniowiecznych. Przykładowo, pewien anonimowy franciszkanin średniowieczny, który w 1308 roku opisywał różne kraje Środkowej Europy, przy opisie Polski zaznaczył, że: „niegdyś wszyscy Polacy chodzili przystrzyżeni jak konwersi cysterscy, teraz jednak niektórzy zaczynają zapuszczać włosy”. To porównanie z tonsurą daje do zrozumienia, że chodzi tu o krótkie włosy podcinane na równej wysokości.
Podobne skojarzenie nie jest odosobnione: podobnie napisał w połowie XIII wieku Wincenty z Kielczy, który w każdej ze swoich dwóch redakcji „Żywota św. Stanisława” (mniejszej i większej), nie omieszkał zaznaczyć, że Polacy noszą tonsurę na pamiątkę zwolnienia Kazimierza Mnicha z jego ślubów zakonnych. Jest to legenda tak samo jak mnichostwo Kazimierza oraz jego związki ze świętopietrzem polskim. Nie wiadomo, czy to uzasadnienie pochodzenia tego zwyczaju wyszło właśnie od Wincentego z Kielczy, ale pokazuje to, że różnorakim obserwatorom rzucała się ta cecha w oczy jako specyficznie polska osobliwość. Nie jest to koniec wspominek o podgolonym łbie.
Krakowska „Kronika Mierzwy”, pochodząca z początku XIV, wspomina o księciu Leszku Czarnym (zmarł on w roku 1288), który zapuścił włosy aby przypodobać się Niemcom, a tym samym udowadnia, że była to praktyka gorsząca, gdyż niezgodna z powszechnym obyczajem, tak w czasach Leszka (któremu zapamiętano to uchybienie), jak i w czasie spisywania onej kroniki. Rzuca się też w oczy tendencja do przeciwstawiania polskiego sposobu strzyżenia się do długich fryzur niemieckich.
Oprócz porównań do mniszej tonsury, nowych szczegółów dostarczają wiersze pewnego austriackiego poety – Seifrieda Helblinga, który tworzył w końcu wieku XIII. Krytykował on głównie współczesną obyczajowość swych rodaków, a między innymi zaniedbanie rodzimych zwyczajów i bezmyślne uleganie obcym modom. Najbardziej skupia się on na wpływach czeskich, ale wyklina także polską fryzurę, którą określa mianem wysokiego polskiego cięcia, na które nie patrzą łaskawym okiem także Węgrzy, którzy wolą długie włosy. Jak dokładniej wyglądało to „wysokie polskie cięcie” Helbling określa w innej ze swoich pieśni, gdzie wspomina on, że Polacy strzygą włosy wysoko nad uszami i nie dają im nigdy urosnąć. Podobny zresztą złośliwy wierszyk został napisany trzysta lat później, w czasie pierwszych wolnych elekcji, w tym niemieckim utworze podmiot liryczny naśmiewa się z Polaków, którzy są dołem podkuci (być może chodzi o podkute buty), a górą podcięci, przez co sterczą im uszy i wyglądają jak błazny.
W wieku XIV, w księdze z żywotem św. Jadwigi, pewien miniaturzysta średniowieczny ukazał zaślubiny Jadwigi (która była Niemką) oraz Henryka Brodatego. Kodeks o świętej Jadwidze, inaczej lubiński, pochodzi z Lubina na Śląsku, a został stworzony w 1353 r. Ilustrator miał wyraźne skłonności archaizujące, a przedstawiając żywot świętej, starał się pokazać dawne czasy, odwołując się do swojej pamięci, czyli około 1320 roku, czasu swej młodości. Dowodzą tego drobiazgowe badania kostiumologiczne i bronioznawcze. Stoi tam grupa dworzan niemieckich oraz polskich, która została wyraźnie celowo skontrastowana: Polacy mają tam wysoko podgolone głowy (wygolone są skronie i najwyraźniej kark), gładko ogolone twarze (z wyjątkiem brodatego księcia), szaty o prostym kroju barwy lnu oraz białe chusty owinięte wokół szyi ze sterczącymi końcami tkaniny, w przeciwieństwie do Niemców, którzy mają szaty kolorowe i fantazyjne, długie włosy aż na ramiona oraz przeważnie brody (niebrodate postacie to zapewne dworni młodzieńcy). Broda Henryka miała podkreślać jego mniszą pokorę, ale na ogół w XIII wieku było to zjawisko najwyraźniej na tyle nietypowe, że ok. 1300 nawet sam autor Żywota św. Jadwigi wysilił się na dokładne wyjaśnienia tego postępku. Celowe skontrastowanie, czyli ukazanie niejako „idealnego” Polaka i Niemca, udowadnia prawda, że w żadnej z ponad 60 miniatur tego dzieła pokazane wyżej wymienione cechy nie są tak wyraźne oddane już w żadnej z postaci.
Autor tzw. horningowskiego rękopisu Legendy o św. Jadwidze, który przepracowywał te rysunki w półtora wieku później, nie wychwycił zresztą już tej myśli, i skontrastowanie tych dwóch grup nie jest już tam widoczne. Tę samą fryzurę można uświadczyć także na innych, jeszcze wcześniejszych przekazach ikonograficznych: oto na patenie z katedry płockiej pochodzącej z połowy XIII wieku, przedstawiona jest rodzina fundatora – Konrada Mazowieckiego. Jest tam przedstawiona scenka, na której Konrad, jego żona imieniem Agafia, oraz dwaj synowie Kazimierz i Siemowit, adorują tronującego Chrystusa. Postacie są oddane w sposób zindywidualizowany (np. kręcone włosy Kazimierza), co wskazuje na portretowy charakter przedstawienia. Wszyscy mężczyźni mają włosy przycięte w ten sam sposób, wysoko nad uszami.

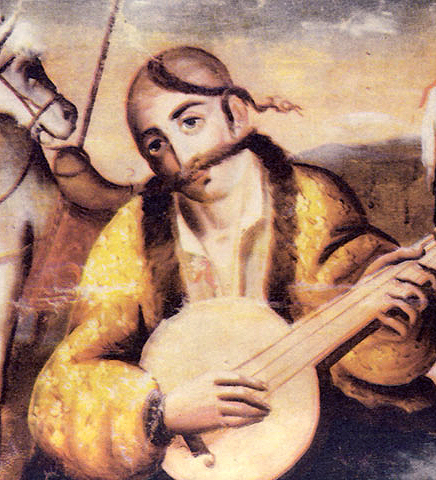
Osełedec – fryzura pochodzenia wschodniego pokrewna „podgolonemu łbu”

Jeszcze wcześniejsza od tego zabytku jest patena, którą ufundował Mieszko Stary klasztorowi Cystersów w Lądzie. Pochodzi najpewniej z około 1195 roku. Jest na niej ukazany Mieszko właśnie, który zdaje się mieć fryzurę dużo mniej uładzoną. Ma włosy wprawdzie trochę dłuższe niż wyżej wspomniani Konrad oraz jego synowie, niemniej jednak wciąż przycięte nad uszami. Posiada także brodę, lecz należy wziąć pod uwagę, że Mieszko, w chwili sporządzania pateny, miał już ponad 70 lat, był więc starcem według ówczesnych pojęć.
Z trochę wcześniejszych lat pochodzi posadzka z kolegiaty w Wiślicy, datowana na lata 1175–1180. Wyobrażeni na tej płycie oranci to zapewne rodzina któregoś z książąt piastowskich lub ewentualnie wybitnych możnowładców. Najlepiej zachowany jest wizerunek mężczyzny z falistymi włosami przyciętymi nad uszami oraz rozwidloną brodą. Jest on najpewniej w sile wieku. Także młodzieńcy widoczni na posadzce mają włosy przystrzyżone nad uszami. Najgorzej zachowała się postać starca, możliwe, że ślepego, który ma pokaźną brodę. Co do włosów ciężko jednak wyrokować.
Obecnie w Polsce są znane jedynie trzy romańskie nagrobki z przedstawieniami figuralnymi.
Takie płyty zostały odnalezione w Wiślicy (druga połowa XII w.), Strzelnie (druga połowa lub schyłek XII w.) oraz w Tumie pod Łęczycą (około 1200 r.). Na pewno są to pomniki wybitnych możnych, choć nie da się ich powiązać z jakąś konkretną osobistością. Na wszystkich tych zabytkach mężczyźni są krótko przystrzyżeni, ale szczegóły ich fryzur (jak podgolenie nad uszy) nie są już uchwytne, z powodu kiepskiego, we wszystkich przypadkach, stanu zachowania zabytków.
Osobną sprawą jest już nagrobek Piotra Włostowica, który niegdyś znajdował się w opactwie na wrocławskim Ołbinie. Jednak ten zabytek został zniszczony w XVI wieku, a jego wygląd jest znany jedynie z mało miarodajnych odrysów nowożytnych: co prawda tamtejsza postać również jest krótko ostrzyżona, ale szczegóły nie są jasne. Dodatkowo nagrobek ten powstał dopiero u schyłku XIII wieku i nijak nie może być to przedstawienie portretowe.

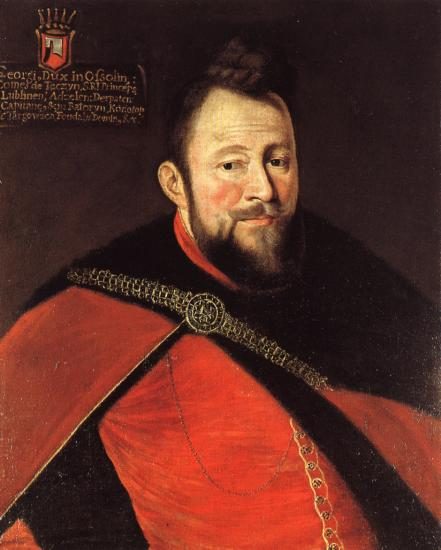
Jerzy Ossoliński (ok. 1635 r.); jedna z popularnych, późniejszych wersji podgolonego łba, z koczkiem na czubku głowy.

Pomimo to twórcy chcieli przedstawić możnego pana sprzed ponad stu lat, a więc mogli się kierować ówczesnymi wyobrażeniami o rzeczywistości tamtych dawnych lat, a najwyraźniej krótka fryzura była tej rzeczywistości częścią.
Mniej wyraźne są przedstawienia ze scen fundacyjnych z drugiej połowy dwunastego wieku, tympanonów kościołów klasztornych ze Strzelna, wrocławskiego Piasku, oraz Ołbina. Na ołbińskim tympanonie obie postacie są uszkodzone, a nowożytne odrysy mało wiarygodne; widać jednak, że postać wojewody Jaksy (który był już w podeszłym wieku) ma brodę, a postać Bolesława Kędzierzawego najpewniej krótkie włosy. Tympanony z Piasku i Strzelna ukazują ludzi wyraźnie w młodym wieku: są to odpowiednio Świętosław, syn Piotra Włostowica, oraz Piotr Wszeborowic. Obaj oni mają wygolone twarze, i dość krótkie włosy, ale w strzeleńskim wizerunku Piotra na pewno opadają one na uszy.
Tutaj wyczerpuje się zasób zabytków sprzed schyłku XIII wieku, dających się powiązać z konkretnymi osobistościami, a przez to mogących mieć walor portretowy. Zabytki numizmatyczne nie są brane pod uwagę. Brak precyzji w wykonaniu monet uniemożliwia dokładne obserwacje, wydaje się, że u obu wielkich Bolesławów, Chrobrego oraz Szczodrego, mogą to być krótkie podgolone fryzury, a nie wiadomo również, na ile mincerze dbali o wierne przedstawienie postaci władcy.
Zostają tylko Drzwi Gnieźnieńskie, gdzie liczne postacie noszą krótkie włosy, ale ciężko tu o większe szczegóły z powodu techniki wykonania tego zabytku. Rozumienie tych postaci jako świadectwa polskiego zwyczaju też napotyka trudności, gdyż autor ukazał jednako Czechów (Sławnika albo księcia Bolesława), Niemców (cesarza i świtę) oraz Italczyków (w scenach rzymskich). Osobliwe jest także to, że jako długowłosych i wąsatych autor przedstawił tylko „barbarzyńskich” Prusów.
Można więc podsumować, że tradycyjna polska fryzura oznaczała przycięcie włosów dookoła głowy ponad uszami przy jednoczesnym wygoleniu skroni i karku.
Zarost był golony, przy czym, jak wskazuje ikonografia, zdarzało się to najpewniej czasem u ludzi starszych.
W innych związanych z Polską zabytkach ikonograficznych ludzie są różnie przystrzyżeni, lecz najczęściej są oni długowłosi oraz brodaci.
Trzeba jednak pamiętać, że z jednej strony w przewadze są to dzieła różnych obcych artystów, nie zwracających być może wcale uwagi na szczegóły lokalnego obyczaju, a z drugiej, że w grę wchodzą wyobrażenia nie wymagające wiernego naśladowania polskiej rzeczywistości, jak na przykład biblijne: święty, apostoł, czy inna postać z Biblii wcale nie musieli przypominać Polaków, a nawet mogła mieć miejsce tendencja odwrotna w celu wyróżnienia ich z codziennego świata. Bądź co bądź, takie wyobrażenia nie są przydatne do badania wyglądu mieszkańców Polski średniowiecznej.

## Łaszczówka a Słowianie
Cytowane już przekazy pisane jednoznacznie wskazują, że krótkie przycinanie włosów było typowo polskim zwyczajem: tak musiało być już przynajmniej w połowie XIII, gdzie wspomniany Wincenty z Kielczy łączył pochodzenie tego obyczaju z polską podległością papiestwu oraz ustanowieniem świętopietrza.
Jednak niewiele wcześniej można znaleźć inną opinię, niejakiego Bartłomieja Anglika, który przypisuje krótkie strzyżenie włosów wszystkim Słowianom. Bartłomiej ten, w swej wielkiej encyklopedii, w części dotyczącej geografii różnych krajów napisał o Słowianach, co następuje: wszyscy oni rozumieją się wzajemnie i są do siebie podobni w wielu sprawach dotyczących języka i obyczajów, różnią się zaś pod względem obrządku, – Wszyscy też oni przeważnie strzygą włosy, wyjąwszy Ruś i tych którzy żyją zmieszani z Niemcami i łacinnikami.
Bartłomiej co prawda pochodził z dalekiej Brytanii, lecz wiele lat spędził w Magdeburgu jako lektor franciszkański i właśnie tam napisał ok. 1235 roku swoje dzieło. Był on na pewno dobrze obeznany w krajach słowiańskich, jeśli nie z autopsji, to chociażby z relacji swych bardzo ruchliwych współbraci.
Słowiańszczyznę traktował bardzo szeroko: jako obszary od granic Saksonii do Rusi oraz od Dalmacji, Karyntii i Serbii po Bałtyk. Uwzględniając jednak zastrzeżenia, obszar ten znacznie się kurczy, odpada Ruś, Słowiańszczyzna Południowa, tylko to mogą być Słowianie żyjący cum Latinis, a także Połabie (to na pewno ci Słowianie zmieszani z Niemcami).

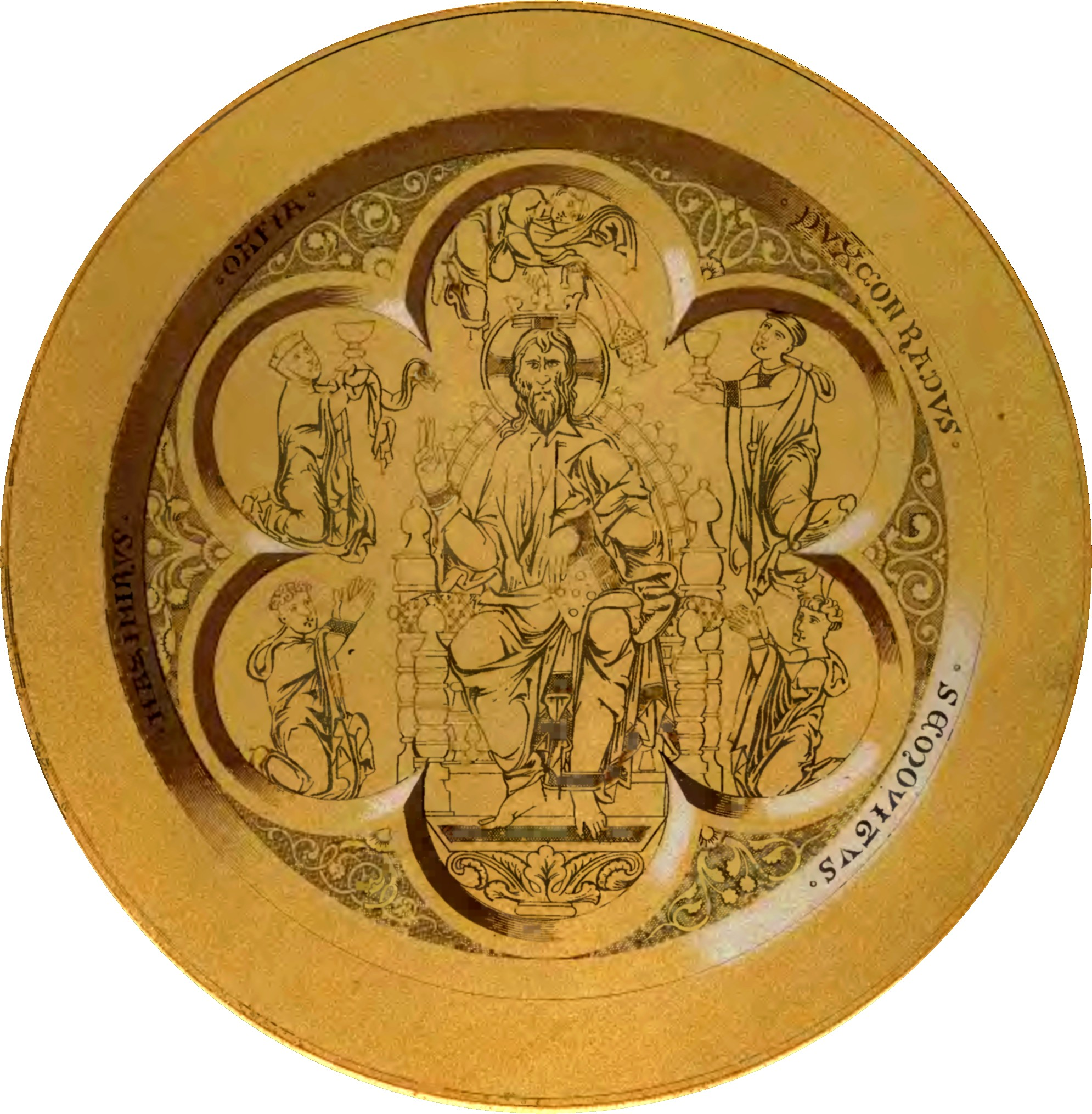
Patena płocka, fundacji Konrada I Mazowieckiego. Wyraźnie widać podgolone głowy.

Zostają więc jedynie Polska oraz Czechy. W Czechach zwyczaj ten musiał jednak szybko zaniknąć na co wskazuje chociażby wyżej wspomniany Helbling, który wyklina wpływy czeskie, ale podgoloną głowę określa jako typowo polską. Pomimo to przekaz Bartłomieja ma wielkie znaczenie, gdyż potwierdza świadomość, że ograniczający się powoli jedynie do Polski obyczaj miał niegdyś o wiele większy zasięg, co najmniej zachodniosłowiański, bo co do tych obszarów wiedza autora była na pewno kompetentna. Co więcej, jeśli chodzi o Słowiańszczyznę Połabską, są też inne źródła potwierdzające istnienie takiego zwyczaju.
Na przykład Saxo Gramatyk w opisie słynnej świątyni pogańskiej Świętowita w Arkonie (zburzona przez Duńczyków w 1168 roku) wyraźnie mówi, że na czterech głowach posągu przedstawiającego bóstwo „wyobrażono wygolone brody, przycięte włosy, abyś uznał zamysł artysty, starającego się oddać obyczaj Rugijczyków w pielęgnowaniu głów”. Dodaje on także, że jedynie kapłanowi dozwolonym było nosić długie włosy oraz brodę „wbrew powszechnemu zwyczajowi”.
Oprócz tego, w pewnym saskim manifeście z 1108 roku, wzywającym do krucjaty przeciw słowiańskim poganom, wspomina się, jako jedną ze zbrodni Słowian, o krwawym zwyczaju skalpowania głów chrześcijan i przebieraniu się w te skóry w celu udawania ich podczas napaści.
Stosowanie takiego podstępu wyraźnie obrazuje jak bardzo Słowianie musieli się fryzurą od Sasów różnić. Wiadomo bowiem, że Sasi zapuszczali włosy długie, zatem u Słowian musiało być na odwrót: strzygli się bardzo krótko.
Tak więc zwyczaj krótkiego strzyżenia włosów, w XIII wieku uważany za wyłącznie polski, musiał być wcześniej szerszy, co najmniej zachodniosłowiański. Może też to wskazywać, że jest on o wiele starszy i w przeszłości obejmował całą Słowiańszczyznę. Sęk w tym, że brakuje świadectw o fryzurach dawnych Słowian.
Tomasz Jurek w swoim artykule zaznacza, że usystematyzował on tylko podstawowe dane, co samo w sobie wystarczy aby naszkicować pewien obraz, ale rzecz powinna podlec o wiele obszerniejszej kwerendzie zwłaszcza w źródłach z krajów sąsiednich, zarówno pisanych, jak i ikonograficznych.
Podobnym przypuszczeniom może sprzyjać fakt obecności u Słowian zwyczaju postrzyżyn. Wspominał o nich Gall Anonim, zwąc je obyczajem pogańskim, tak więc musiały mieć zamierzchłą tradycję, a z opowieści o postrzyżynach zarówno synów Piasta, jak i Siemowita Piastowica zdaje się wyłaniać obraz postrzyżyn jako obyczaju powszechnego we wszystkich kręgach społecznych jeszcze za czasów Galla. Jednak postrzyżyny są zwyczajem nadal słabo rozpoznanym i mocno kontrowersyjnym Długie włosy plecione w warkocze u wielu ludów były cechą szczególnych wybrańców: na noszenie ich wskazuje także przezwisko Piasta – „Kosisko”, od słowa „kosa”, czyli warkocz.
Wiadomo też, że Światosław, książę ruski, nosił długie wąsy, a głowę miał całkiem wygoloną z pozostawieniem jednego, ale długiego kosmka włosów. Relacjonuje tak wiarygodny latopisarz bizantyjski Leon Diakon, który podkreślał, że fryzura ta miała podkreślać wybitne pochodzenie, z czego wynika, że powszechna raczej nie była. Poza tym Światosław był Waregiem więc nie do końca wiadomo, czy hołdował on tradycji słowiańskiej.
Odrębność słowiańskiego zwyczaju na pewno rzucała się w oczy w sąsiedztwie Sasów, którzy, jak już wspomniano, nosili bardzo długie włosy, ale co ciekawe u innych ludów, we wcześniejszym średniowieczu powszechne było krótkie strzyżenie. Modę taką przyjęli Frankowie i dzięki nim rozprzestrzeniło się to na Zachodzie. Zatem wyróżnik Słowian nie tyle stanowiło raczej samo przycinanie włosów, co podgalanie karku właśnie. Jednak nawet i ten zabieg nie był całkiem obcy innym ludom. Wiadomo, że stosowali go, chociaż nie powszechnie, Normanowie.
Słowiańska odrębność zaczęła się jednak rzucać w oczy odkąd w pełnym średniowieczu na Zachodzie znowu upowszechniły się długie włosy, zarówno na górze, jak i na dole głowy. Normandzki kronikarz, Oderyk Witalis, jeszcze w XII wieku wyklina podobne obyczaje jako gorszącą nowinkę. Jednak już w XIII wieku były tam szeroko stosowane.
Są jednak ewidentne dowody na istnienie czupryny na Połabiu, dzięki znaleziskom archeologicznym. Jest to na przykład brązowa figurka z terenu słowiańskiego grodziska w Świeciu nad Odrą (niem. Schwedt/Oder), datowana na X–XI wiek. Ma ona wąsy i podgoloną głowę. Podgoloną fryzurę ma najwyraźniej także drewniana figura z Altfriesacku (na północny wschód od Berlina), tzw. Altfriesack Götze. Ma ona ok. 160 cm, i jest datowana na wiek VI–VII, czyli także okresu wędrówek plemion słowiańskich z Połabia na Bałkany. Oprócz tego jest także siedząca figurka z Gatschow koło Demmin, datowana jest na XI–XII wiek. Na szkicach sporządzonych przez niemiecki Landesamt für Denkmalpflege und Archäologie Sachsen-Anhalt wyraźnie widać podgoloną głowę. Najbardziej oddalonym od innych znaleziskiem jest rzeźba głowy, służąca zapewne jako nasadka na laskę, która posiada najwyraźniej podgoloną głowę. Została ona znaleziona na południu Niemiec, pochodzi z Merserburga, koło Lipska. Także na okuciu przechowywanym w muzeum w Oldenburgu i figurce z Wolina (X wiek) można zobaczyć postaci, co do których podgolenia ciężko orzec, ale na pewno mają one krótką fryzurę.

## Zagadnienie wysokiego polskiego cięcia jako zwyczaju powszechnego
Na pewno w jakimś zakresie zmieniał się zasięg geograficzny, ale także społeczny wysokiego podgalania się, nie wiadomo jednak dokładnie jakich warstw społecznych pierwotnie on dotyczył.
Materiały połabskie niewątpliwie dotyczą ogółu ludności. Inaczej sprawa ma się w Polsce, gdzie ciężej to określić. Tomasz Jurek twierdzi, że musiał być to zwyczaj pierwotnie powszechny – by następnie ulec zawężeniu do grupy „tych wyróżnionych”, czyli ogólnie rzecz biorąc rycerstwa. W sumie jednak mogło być też inaczej: tak jak to było z rozpowszechnieniem się podobnej fryzury, osełedca, na Rusi, pomimo że wcześniej dotyczył on tylko szlachty. Są to jednak tylko dumania.
Jeszcze cytowane przekazy z XIII i początku XIV wieku mówią wyraźnie o „wszystkich Polakach”, ale nie wiadomo jak dokładnie to wyrażenie było rozumiane – być może chodzi tu o tę samą wykładnię jaką stosował pewien poznański rocznikarz, dla którego „naród polski” składali „rycerze i osoby duchowne”. Kojarzenie krótkich fryzur z opłacaniem świętopietrza – pod który podlegały wszystkie warstwy społeczne – nasuwa myśl, że ta sama moda ogarniała również niższe stany. Istnieje jednak mocna wskazówka przeciwna.
Późnośredniowieczni woźni sądowi byli w Polsce, przy obejmowaniu swojego urzędu, postrzygani przez wojewodę. Wspominki o tym zwyczaju pojawiają się dopiero w wieku XIV, ale nie można wykluczyć, że mógł mieć on już wtedy charakter archaicznego reliktu. Jego pochodzenie musiało sięgać dużo starszego czasu, ale ciężko tu o sprecyzowanie, gdyż dzieje instytucji woźnych są wciąż słabo rozpoznane. Aż do końca XIII wieku, na to wygląda, komornicy woźni stanowili, najwyraźniej, dziedziczną grupę służebną, i dopiero w XIV wieku zaczęto ich dobierać na podstawie indywidualnych nominacji dożywotnich.
Zwyczaj postrzyżyn nowych woźnych powstał więc chyba dopiero wówczas, nawiązując jednak jednocześnie do tradycji starszej, związanej z woźnymi dziedzicznymi. Wydaje się, że mógł być to ważny obrzęd inicjacyjny, czyli coś podobnego do słowiańskich postrzyżyn. Przyjęcie do grona woźnych oznaczało jednocześnie przeskok w hierarchii do grupy funkcjonariuszy aparatu władzy monarszej, czyli niejako zrównanie z rycerstwem, od którego niedaleko była też kategoria dziedzicznych komorników książęcych (część dziedzicznych komorników weszła w szeregi rycerstwa. Tak się stało z komornikami śląskimi z Raczyc oraz wielkopolskimi z Kamieńca pod Gnieznem i z Czachór pod Kaliszem). Skoro znakiem tej przemiany były postrzyżyny, to choć nie wiadomo na czym polegały (podcięcie włosów? wygolenie głowy?), to wskazuje to na to, że ludzie ci przedtem nosili zgoła inną fryzurę. Tak więc najpewniej już w XIII wieku przystrzyżona fryzura zdaje się wskazywać na uprzywilejowanie danej jednostki. Zawężenie się tej fryzury do samego rycerstwa bądź szlachty nastąpiło dopiero w XV wieku, o czym będzie mowa.

## Zanikanie zwyczaju

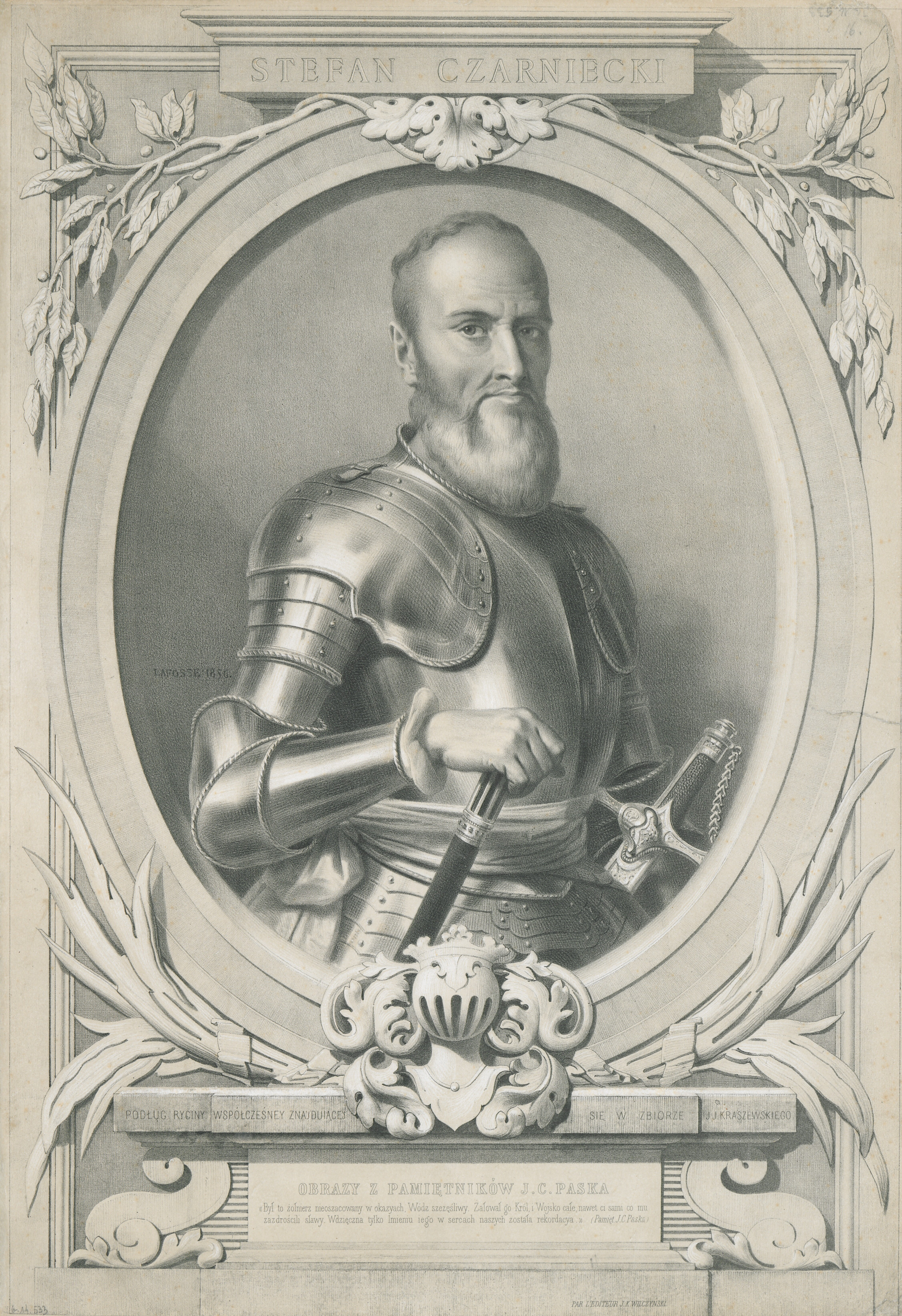
Stefan Czarniecki herbu Łodzia

Dotąd cytowane przekazy nie wykraczają poza początek wieku XIV. Już cytowana relacja franciszkańska z roku 1308 zwraca uwagę na powolne załamywanie się tradycyjnej mody polskiej. Wszyscy książęta śląscy, których znane są liczne nagrobki od początku XIV wieku mieli już inne fryzury. Włosy ich były długie i opadające zapewne w trefionych lokach wokół oblicza. Nagrobkowe wizerunki mają cechy portretów, a nawet jeśli ktoś by się nie zgodził, to oddają trendy ówczesnej mody. Dobrym przykładem jest przedstawienie grupy książąt, w takich samych fryzurach, na tumbie Henryka IV Probusa, wykonanej około 1300 r. Jest to obraz niejako syntetyczny, mający oddać to jak w wyobrażeniu artysty winni wyglądać książęta piastowscy. W wyżej wspomnianym Kodeksie Lubińskim, czyli Kodeksu o św. Jadwidze autor ukazuje typowe polskie fryzury jako archaizujący sztafaż, na miniaturze zaślubin Jędrzycha Brodatego. Potem już tylko na jednej miniaturze (il. 10) można odnaleźć jeszcze ludzi z osobliwie podgolonymi włosami i równie osobliwymi chustkami na szyi, lecz jednocześnie są oni brodaci.
Na wszystkich innych miniaturach widać już tylko mężczyzn długowłosych i brodatych: książęta (il. 59, 60), dworzanie (il. 21, 29), rycerze (il. 39), ubodzy pielgrzymi (il. 52) oraz prości chłopi (il. 36, 40, 56), czyli praktycznie wszystkie możliwe warstwy społeczne. Tak na pewno wyglądali typowi mieszkańcy Śląska jakich artysta mógł obserwować w połowie XIV wieku.
Powszechnie noszono się już zatem odmiennie niż nakazywał prastary obyczaj, ale nadal o nim pamiętano. Jest to zatem pokolenie, na którego oczach dokonała się zmiana dawnego obyczaju na Śląsku. Nie znaczy to jednak, że sytuacja na Śląsku była równoznaczna z sytuacją na wszystkich polskich ziemiach.
Bądź co bądź z przekazów pisanych zdaje się wynikać, że moda na trefione długie włosy rozpowszechniła się wszędzie. To właśnie stawało się przedmiotem nieustannej krytyki różnych moralizatorów, jak to na przykład robił w drugiej ćwierci XIV wieku kanonik krakowski Frowin w swoim Antygamracie: Cofasz się przed światłem nie obcięty, jak jest dziki zwierz leśny, a od czoła stroisz twarz włosami jak bestia. Jesteś towarzyszem Sodomy jeśli się tak na czubku czeszesz. Mikołaj Oloch z Szamotuł, w połowie XV wieku, niemal dokładnie powtarzał słowa Frowina: Tego dwór chwali, kto bardziej ufryzowany, a potępia tego, kto ma krótkie włosy; włosy stroszą jak zwierzęta, są więc towarzyszami Sodomy i grzechu, a do tego nawiązywał jeszcze Stanisław Zaborowski (1507).
Łatwo zauważyć, że argumenty się tu powtarzają, wszyscy potępiający korzystają z podobnych argumentów: zbytnia pielęgnacja włosów jest zniewieścieniem niepodobającym się Bogu.

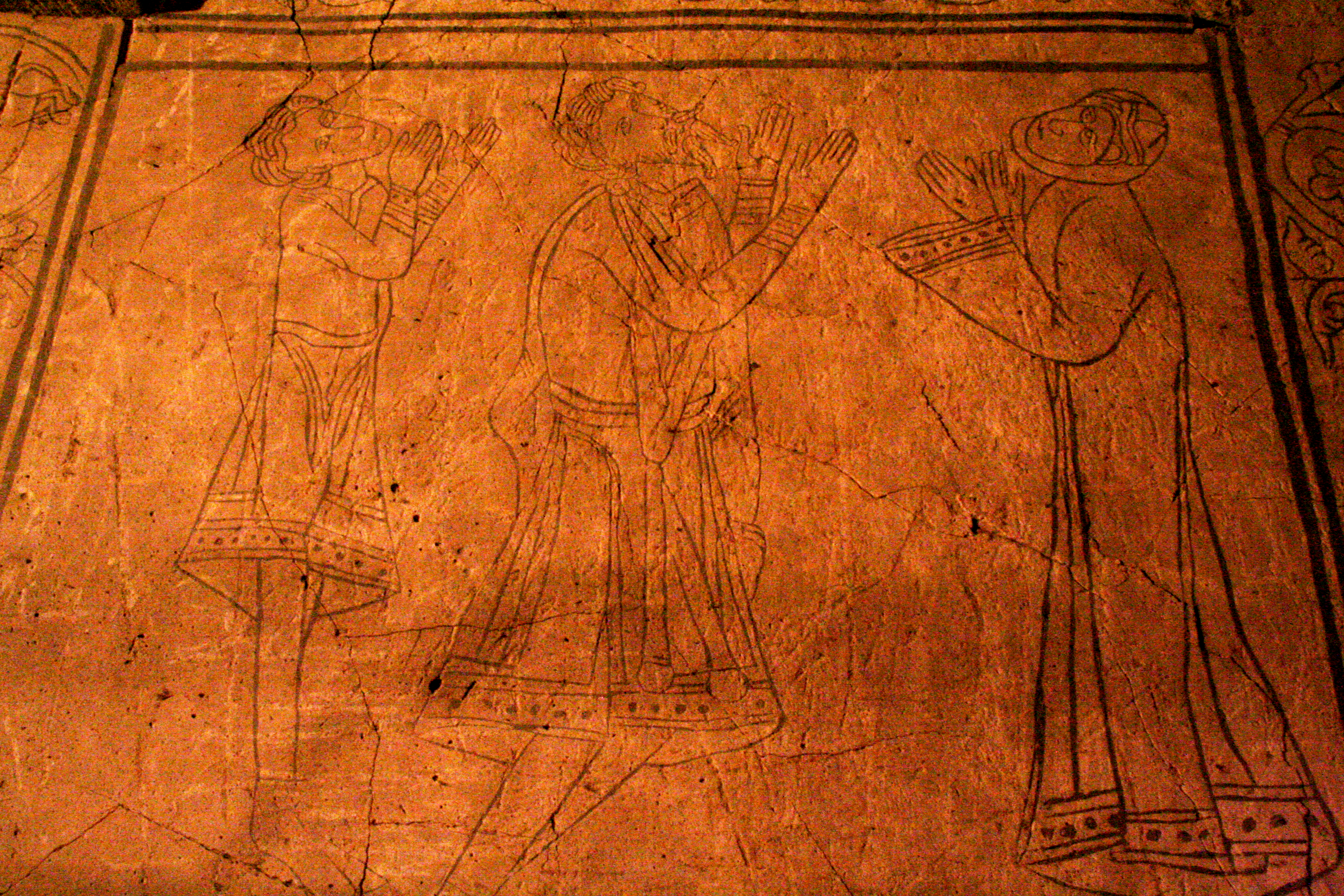
Płyta Orantów, panel dolny. Wyraźnie można zauważyć, że włosy postaci po lewej są krótkie i nie sięgają uszu. Co do postaci drugiej trudno wyrokować, gdyż na zdjęciu nie widać wyraźnie uszu, na pewno ma jednak krótkie włosy

Mamy tu jednak do czynienia z naśladownictwem popularnych w całej Europie, obiegowych wątków „krytyki dworskiej”, tak więc wcale nie muszą to być reakcje na rzeczywiście szerzące się w Polsce zjawisko.
Jako bardziej miarodajny od tych można określić przekaz Długosza, który pod rokiem 1466 zwraca uwagę – jako uważny obserwator otoczenia – na nasilającą się już od pewnego czasu u mężczyzn modę na skręcanie włosów w loki, pokrywanie ich pątlikami i prześciganie się z kobietami w długości fryzur.
Także ikonografia z XIV, a zwłaszcza XV wieku, potwierdza odejście od „wysokiego polskiego cięcia” ponad uszy. Szczególne znaczenie mają oczywiście wizerunki o charakterze portretowym. Zresztą obserwacje dokonane na ich podstawie mają potwierdzenie w innych zabytkach jak się wydaje.
Co do jednego wszyscy polscy królowie noszą się już wtenczas niezgodnie ze starym zwyczajem. Dotyczy to nawet Władysława Łokietka, który był zawsze uznawany za obrońcę tradycyjnych wartości. Na swoim wawelskim nagrobku ma on włosy opadające w skręconych puklach aż do karku (mogły też zajść jakieś przekształcenia podczas przeróbek z XIX wieku) i sumiaste wąsy do tego. Kazimierz Wielki ma włosy sięgające mu aż do ramion, nie wspominając o pokaźnej brodzie. Także Jagiellonowie w XV wieku noszą na swoich wizerunkach włosy długie aż do ramion (nie licząc Jagiełły oraz Kazimierza Jagiellończyka, ten pierwszy był łysy, a fryzura tego drugiego, na nagrobnej rzeźbie wydaje się być mocno przerzedzona). Podobnie ostatni Piastowie mazowieccy, Janusz i Stanisław (zm. 1526), zostali sportretowani z długimi puklami, choć na nagrobku mają już włosy przycięte tuż poniżej ucha.
Podobne trendy można zauważyć w odniesieniu do szlachty. Dysponujemy wizerunkami fundatorów na malowidłach religijnych i tablicach erekcyjnych tudzież nagrobkami (T. Jurek zaznacza, że pomija tu zabytki z Pomorza i Prus oraz te, które odnoszą się do mieszczan). Ich portretowa wiarygodność jest oczywiście niepewna. Wiele mógł narzucać sam warsztat wykonawcy dzieła, wiele nagrobków powstawało za granicą (u samych Fischerów w Norymberdze), w warsztatach, w których posługiwano się pewnymi idealnymi schematami. Niewątpliwie jednak indywidualizowano przedstawienia poprzez specyficzny strój, gest, fryzurę. Z wieku XIV mamy tylko kilka przekazów, dużo więcej pod tym względem posiada wiek XV. Można ogółem zauważyć dużą różnorodność fryzur. Starosta wielkopolski Wierzbięta z Palowic (zm. 1352) na fresku lędzkim nosi włosy opadające mu już niżej uszu, a nosi przy tym długą brodę, która jest bodajże na wzór czeski (był on Ślązakiem z pochodzenia).
Pakosław ze Styczowa, małopolanin, na swoim nagrobku (około 1319 rok) jest za to ukazany ogolony, z włosami przyciętymi nad czołem, ale długimi z tyłu i po bokach, a do tego kręconymi. W pierwszej połowie XV wieku już noszono powszechnie wąsy, wyraźnie zarysowuje się tendencja do stopniowego wydłużania się włosów. Dobrze to można zauważyć na sekwencji czterech wizerunków wielkopolskich: Jana Rydzyńskiego (zm. 1422), Rafała z Gołuchowa (zm. 1442/3), u których włosy sięgają do połowy ucha, podczas gdy u Jana Kota i Rafała Leszczyńskiego w połowie wieku już poniżej uszu.
Podobnie sprawa się przedstawia w Małopolsce (Dobiesław z Oleśnicy ok. 1431, Jakub z Rożnowa ok. 1450–1460). Od połowy wieku pojawiają się włosy sięgające aż karku, razem z brodami, które bywają krótko przystrzyżone (Jan z Ujazdu około 1450, Paweł z Żabna w końcu XV wieku), lecz nie zawsze, gdyż trafiają się i bardziej obfite (Andrzej Momot z Wojkówki, druga połowa XV wieku); anonimowy Małopolanin z około 1420–1430 roku ma brodę, jednocześnie posiadając bardzo krótko przystrzyżone włosy. Tak więc i tu widać wydłużanie się fryzur, a broda wydaje się – jeżeli można wyciągać pewniejsze wnioski z tak małej liczby przekazów – regionalną osobliwością.
Jednak zdecydowana większość wizerunków z drugiej połowy XV wieku i początków XVI ponownie ukazuje ludzi ogolonych, lecz z długimi (sięgającymi aż do ramion), zazwyczaj trefionymi, włosami. Właśnie takie fryzury można zobaczyć zarówno na nagrobkach, jak też i malowidłach.
Trzeba jednak brać pod uwagę, że chodzi tu zawsze o wielkich, możnych panów, gdyż to im wystawiano nagrobki.
Oprócz zmian w czasie, jak się wydaje, mamy tu do czynienia także ze zróżnicowaniem społecznym. Długie włosy sięgające po ramiona, golenie zarostu, oraz częste ich trefienie, były typowe dla możnowładztwa. Wiadome jest, że ta moda była lansowana przez dwór królewski pod wpływem trędów mody z Niemiec. Postaci z długimi brodami upowszechniają się na nagrobkach dopiero od drugiej ćwierci XVI wieku, lecz tu chodzi już o inną, a mianowicie renesansową modę. Niezależnie od różnych odmian uwarunkowanych społecznie bądź też regionalnie, widać już generalny odwrót od starej polskiej tradycji: w XV wieku wąsy są już powszechnie noszone, a także zapuszcza się dłuższe włosy. Starodawna polska fryzura nie znajduje w owym czasie już żadnych poświadczeń ikonograficznych. Co prawda, postacie widniejące na nagrobkach Mikołaja Tomickiego (zm. 1478), a także Ambrożego Pampowskiego (zm. 1510) mają włosy niby bardzo krótkie, lecz w istocie są one ujęte w pątliki. To, że pod pątlikami kryły się długie włosy poświadcza prawda, że Pampowski na ufundowanym przez niego ołtarzu, został sportretowany z włosami aż do ramion, zresztą tak jak też Tomicki na nagrobku, który syn mu wystawił kilkadziesiąt lat później.
Pomimo tych licznych źródeł przemawiających za zanikiem wysokiego cięcia, gdzieś jednak wciąż żyli ludzie, którzy zachowywali dawny obyczaj. Z pomocą przychodzą tu przekazy pisane.
Do interesującej nas sprawy nawiązali niektórzy ze świadków w procesie polsko-krzyżackim z 1422 r., w którym formularz przesłuchań zawierał wyjątkowo dużo okazji do dygresji na tematy historyczne. Padło też pytanie o świętopietrze, przy czym wielu świadków opowiadało o ustanowieniu tej daniny w związku z wyżej już wspomnianą historią o zwolnieniu przez papieża Kazimierza Mnicha z jego ślubów. Dwóch zaś odwołało się właśnie do podgolonego łba. Pierwszy, czyli mieszczanin poznański, Henryk Buchwald, rzekł, że oprócz ustanowienia świętopietrza, papież ustanowił także dodatkowe wymogi: Polacy mieli podcinać włosy tak krótko, aby widać im było uszy, a do tego na szyjach nosić białe płócienne chustki. Jako źródło swojej wiedzy świadek powołał powszechną opinię. W tym samym nurcie wypowiedział się także Piotr z Kobylina, dziekan poznański pochodzący z zamożnej rodziny szlacheckiej, który wiedział, że papież oprócz świętopietrza nałożył polskiej szlachcie obowiązek noszenia na szyi białego płócienka „zamiast stuły”. Piotr dodał, że widział wielu noszących takie chusty.
Jeszcze wtedy więc krótka fryzura oraz biała chusta na szyi są rozpoznawane jako charakterystyczne cechy rozpoznawcze Polaka. Odpowiada to dokładnie wyżej wspomnianemu przedstawieniu z miniatury z Kodeksu o św. Jadwidze. W obu zeznaniach da się rozpoznać echo zapisków Wincenta z Kielczy w jego Żywotach św. Stanisława. Są to jednak odległe echa, gdyż hagiograf nic nie wspomniał o chustkach, a świadkowie nie kojarzą wprost krótkich fryzur z tonsurą. Zeznania więc na pewno nie opierają się na tej lekturze właśnie, lecz odbijają niewątpliwie opinię powszechnie panującą w kraju, która tylko pośrednio mogła być kształtowana przez często czytywane żywoty. Wtedy wciąż więc była świadomość pewnych „narodowych” cech fryzury oraz stroju. Nie był to zwyczaj tylko pamiętany, lecz również, według zeznań Piotra z Kobylina, nadal żywy. Dla Piotra było oczywiste, że papieski wymóg dotyczył szlachty. Tak więc, należy przyjąć, że używanie tradycyjnego stroju i fryzury było ograniczone wyłącznie do warstwy rycerskiej odkąd urodzony w 1360 roku dziekan mógł sięgnąć pamięcią.
Należy także wyjaśnić pozorny paradoks, że podgolone fryzury, mimo tego, że jeszcze w 1422 znane były jako rzecz typowo polska, nie zostawiły żadnego śladu w ikonografii.
Niewątpliwie rozwiązanie tej zagadki tkwi w zasięgu społecznym tego zjawiska. Wspominane wyżej wizerunki portretowe dotyczą szlachty co najmniej średniej, przy czym można odnieść wrażenie, że długość włosów jest wprost proporcjonalna do rangi społecznej ich właściciela.

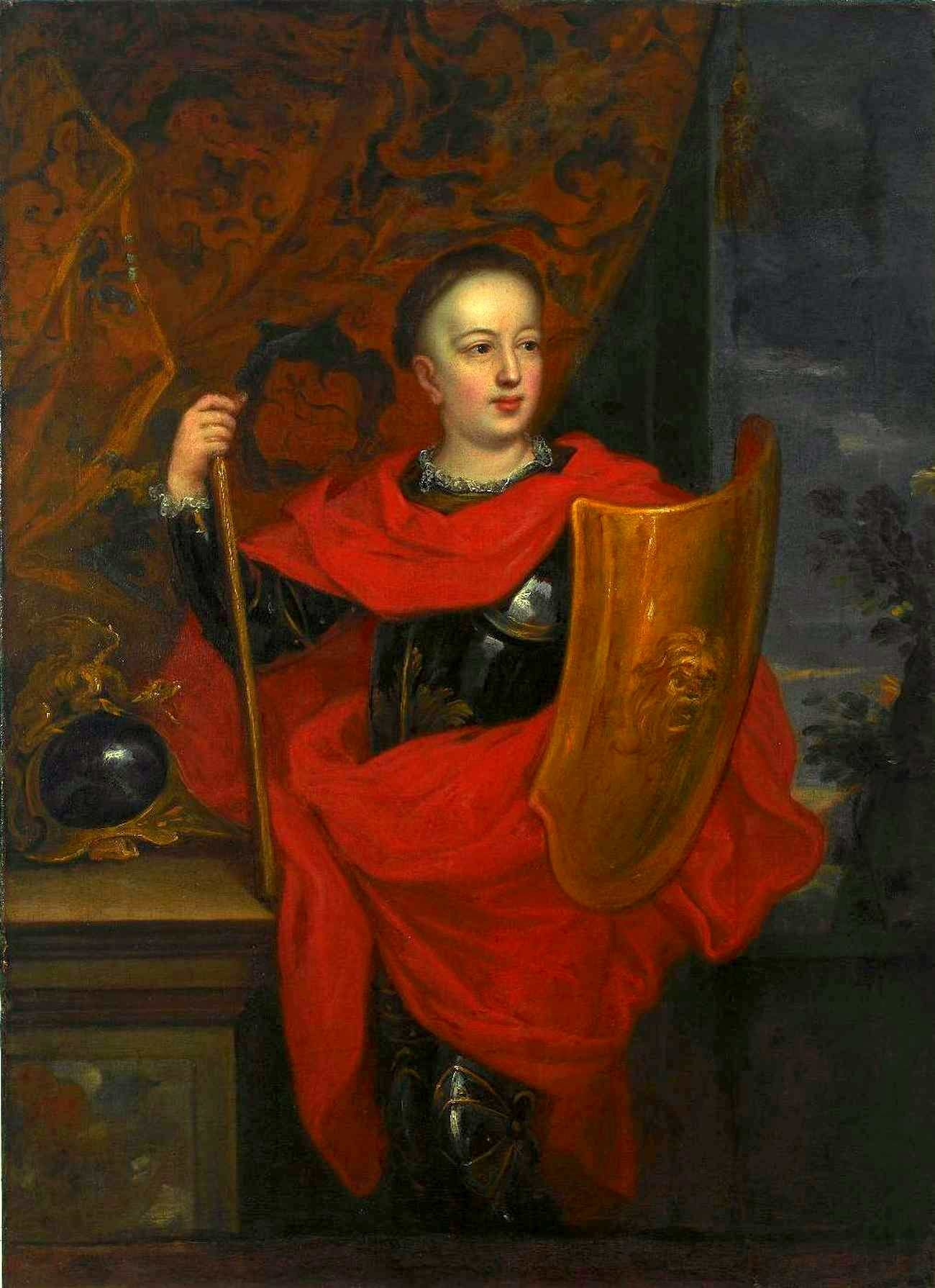
Aleksander Benedykt Sobieski (ok. 1690 r.)

W każdym razie, miejsce ludzi, którzy pozostawali wierni tradycyjnemu strzyżeniu, zostaje w szeregach drobnej szlachty. Przynajmniej w pierwszej połowie XV w. musiało być ich wielu, jeśli rzucali się w oczy. Nie wiadomo nic o innych przekazach, które po 1422 roku pokazują losy tego zwyczaju. Wkrótce, jak się wydaje, zwyczaj noszenia chustek z płótna zanikł całkowicie. Specjalistyczna literatura o początkach polskiego stroju narodowego na przełomie XV i XVI wieku nie zna wcale tego elementu. Najwyraźniej zacierała się też powoli świadomość „narodowego” znaczenia krótkiej fryzury. Długosz, poświęcając na wstępie swych Roczników cały osobny rozdział obyczajom Polaków, nic nie wspomina o jakichś jej osobliwych cechach, a przecież to właśnie to były sprawy, które kiedyś uderzały obserwatorów. Bardzo prawdopodobne, że winne było temu także pojawienie się w Europie Zachodniej mody na wysoko podgolone fryzury, czyli obcinanie się „na miseczkę” (á l’écuelle, bowl crop), panujące niepodzielnie od około 1410 roku aż do 1460 roku, które do złudzenia przypominały stary zwyczaj Polaków. Do zbadania pozostaje kwestia polskiego wpływu na podobną modę – wówczas jak się zdaje wcale go nie dostrzegano. Tak więc dla szerzej obytego w świecie obserwatora w XV wieku polski zwyczaj tracił swą wyjątkowość.

## Odrodzenie zwyczaju
W XV wieku zwyczaj podgalania się z jednej strony być może częściowo zanikł, ale już początkach XVI wieku, zaczął się nawrót do wysokiego podgalania głowy. Pominąwszy jedynie sumiaste wąsy, typowy Sarmata znów przypomina Polaka z XII–XIII wieku. Właściwa polska fryzura narodowa ma więc odnośniki w średniowieczu, także wąsy upowszechniły się już w XIV i XV wieku. Liczyć się należy z faktem, że między fryzurą polską średniowieczną a fryzurą polską nowożytną istnieje bezpośrednia ciągłość. Taki pogląd nie musi zresztą podważać odszukiwanych w dotychczasowych badaniach orientalnych źródeł inspiracji. Bardzo prawdopodobne, że to właśnie one przyczyniły się do ponownego ożywienia starego zwyczaju, który zepchnięty na niziny szlacheckiego stanu w drugiej połowie XV wieku przypuszczalnie zamierał i ulegał zapomnieniu. Bądź co bądź korzeni polskiej fryzury narodowej należy szukać już w czasach wczesnopiastowskich.
W początkach XVII wieku łaszczówka była już znakiem rozpoznawczym każdego szanującego się szlachcica polskiego.

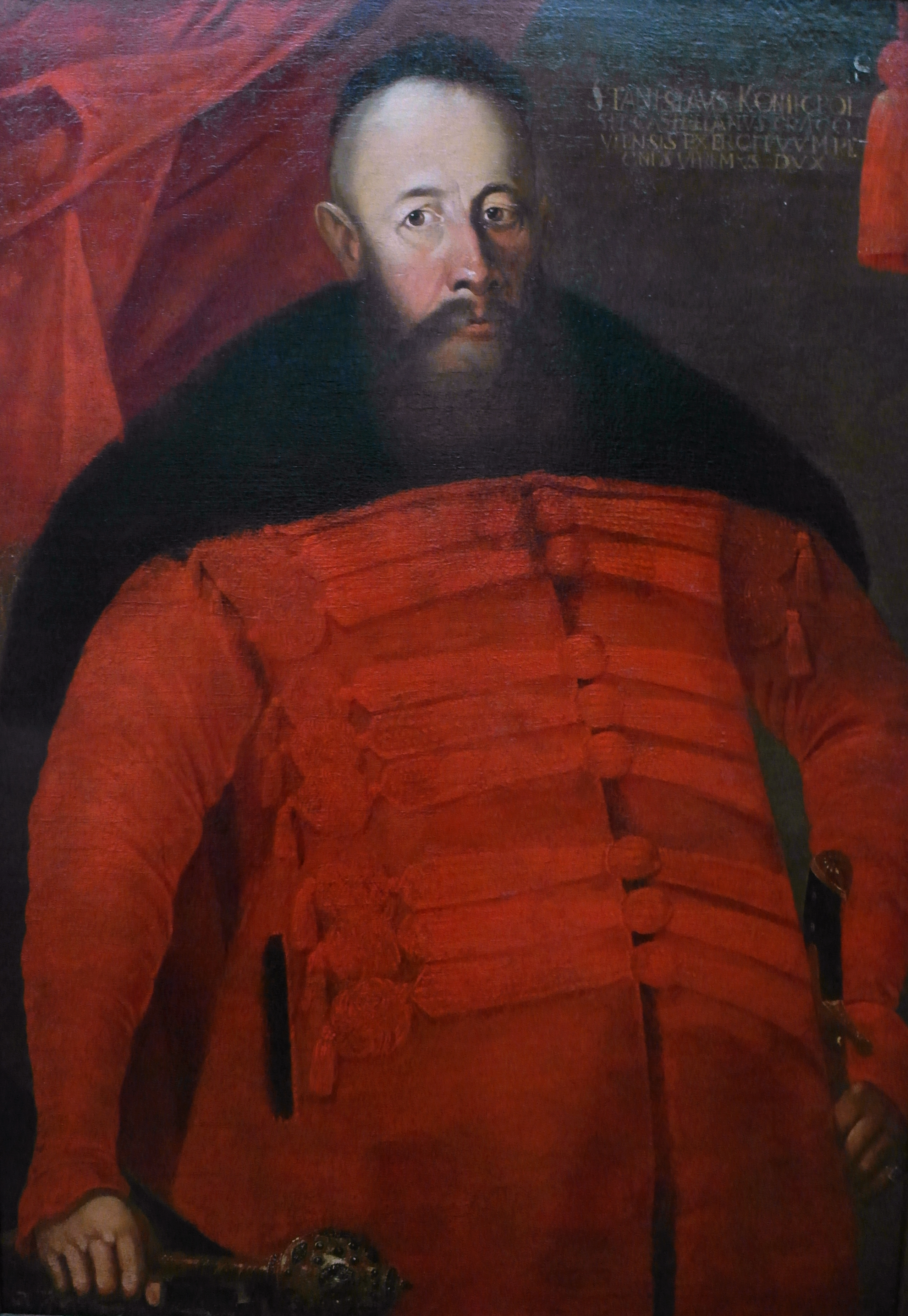
Stanisław Koniecpolski herbu Pobóg (obraz z XVII w.)

Mimo różnych mód jeszcze za czasów Augusta III „wysokie cięcie polskie” twardo zajmowało swoje miejsce, inne fryzury były uważane za oznakę nowomody.

## Podgolony łeb a fryzura narodowa
Niepodważalne jest, że „wysokie cięcie” spełniało ważną funkcję w społeczeństwie polskim zarówno tym średniowiecznym, jak i nowożytnym. Wyróżniało się na tle innych nacji, było dostrzegane przez obserwatorów jako rzecz typowo polska, manifestowało przynależność do danej grupy etnicznej, czego byli świadomi tak obcy, jak i swojacy. Obyczaj ten trwał zapewne jeszcze na długo przed XII wiekiem, prawdopodobnie nieprzerwanie będąc żywym aż do XVIII wieku, istniejąc tym samym w polskiej tradycji ponad 700 lat, czyli większość polskiej państwowości. Była to więc i jest fryzura narodowa.

## Słowianie południowi
Na noszenie podgolonych głów przez Słowian Południowych na dziś dowodów nie ma. Sprawę utrudnia brak bardziej wiarygodnych źródeł sprzed 1235 roku, czyli wtedy gdy już Bartłomiej powiadomił o zaniknięciu tego zwyczaju u germanizowanych Słowian Połabskich oraz na Słowiańszczyźnie Południowej. Co prawda na pluteusie kościoła w Splicie (11 wiek, Chorwacja), można zobaczyć postaci krótko ostrzyżone, podobne miejscami nawet do podgolonych, ale niestety nie można być pewnym, że ówczesne fryzury były akurat takie, gdyż jest to dzieło stylizowane. Jedyną pewną wskazówką na to, że Słowianie południowi raczej włosom całkowicie swobodnie rosnąć nie dawali, jest fakt, że w starochorwackich grobach często znajdowane są brzytwy.

## Pozostałe informacje

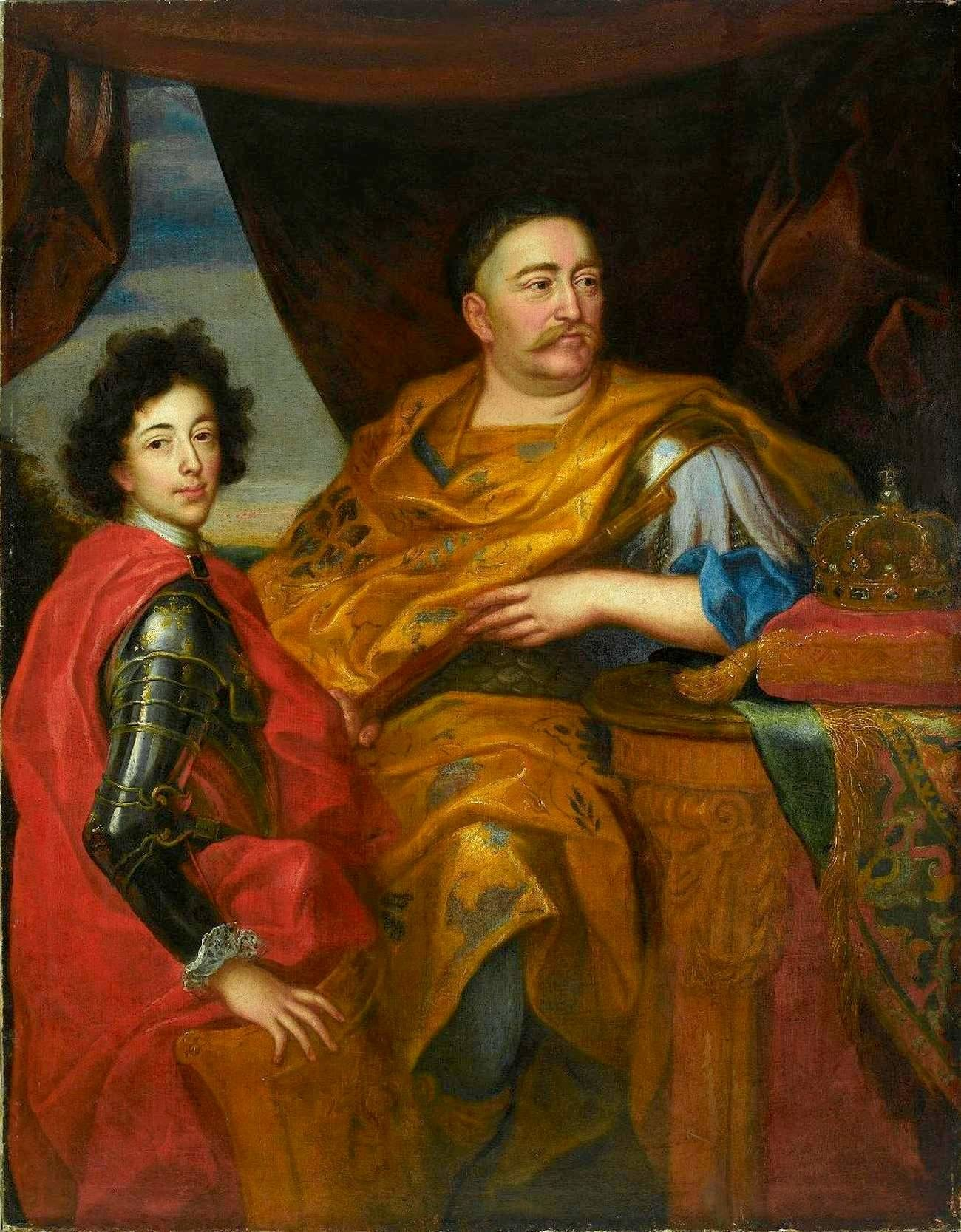
Jan III Sobieski z synem (obraz z 1690 r.)

Łaszczówka ma różne nazywy: mogło to być „wysokie polskie cięcie”, „podgolony łeb”. M.in. za czasów sarmatyzmu używano słowa „czupryna” albo też „czub”. Dodatkowo wygląd czupryny zmieniał się w czasie, więc rozróżniano sposób strzyżenia: strzyc można było na „czuprynę polską” lub „staropolską” (którą nosił Jan III Sobieski), czuprynę „łaszczową” (o wyższym podgoleniu), czyli „czub wysoki”, czuprynę „czerkieską” oraz czuprynę „po szwedzku”, czyli nisko ostrzyżoną (podobnie jak benedyktyńska tonsura) i posypaną pudrem. Czuprynę zredukowaną do kilku włosów na wierzchu głowy żartobliwie nazywano „głową cybulaną”.
Nazwa czupryny łaszczowej (niekiedy także zwaną „łaszczówką”) pochodzi od nazwiska strażnika wielkiego koronnego Samuela Łaszcza – awanturnika, warchoła i jednocześnie dzielnego rycerza, który to, według legendy, przyniósł ją do Rzeczypospolitej.